# 陳祖貽

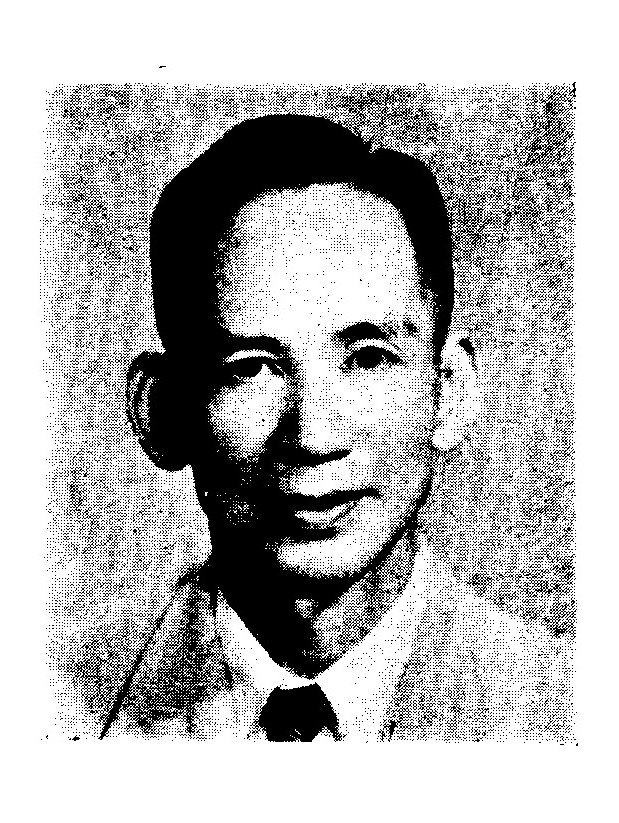
陳祖貽近照

陈祖贻（1901年—1985年5月）廣東海豐人。中华民国政治人物。

## 生平
1901年（清光绪二十七年）生。中学毕业之后，入长沙雅礼大学。1919年参加罢课，以响应五四运动。1920年，公费留学法国巴黎大学。1925年归国后，加入中国国民党。1926年，任汕头市教育局局长，广东省教育厅秘书。1927年，任中国国民党广东省清党委员会海陆丰特派员。1929年，任海丰县县长。后来辞职赴香港，退出中国国民党，加入中国青年党，发展商业，被聘为经济建设运动委员会总会专员。抗日战争爆发后，经香港转道回到海丰。1947年3月1日，任立法院立法委员。后赴台湾，继续担任立法院立法委员。
1985年5月，陈祖贻逝世。

## 著作
- 诗集《归来集》[1]